# Makroud
Le  makroud ou makrout, également orthographié maqroudh ou  maqrouth (en arabe : المقروض et المقروط ; en berbère : ⵎⴰⵇⵕⵓⴹ et ⵎⴰⵇⵕⵓⵟ), est une pâtisserie maghrébine, à base de semoule de blé et de pâte de dattes, reconnaissable à sa forme en losange. C'est une pâtisserie très populaire au Maghreb (Algérie, Maroc, Libye et Tunisie) et également à Malte. 

## Histoire
Plusieurs hypothèses sont avancées sur l’origine de cette pâtisserie maghrébine.
L'une d'entre elles lui donne pour origine la ville de Kairouan dans l'actuelle Tunisie.
Une autre hypothèse lui donne pour origine les oasis du M'zab et les steppes sétifiennes en Algérie.
Le makroud fut introduit ensuite à Malte par la dynastie arabe des Aghlabides, et dans la ville de Fès au Maroc par les Kairouanais au IXe siècle, puis plus tard dans les villes d’Oujda et de Tétouan par les réfugiés algériens ayant émigré au Maroc,.

## Préparation

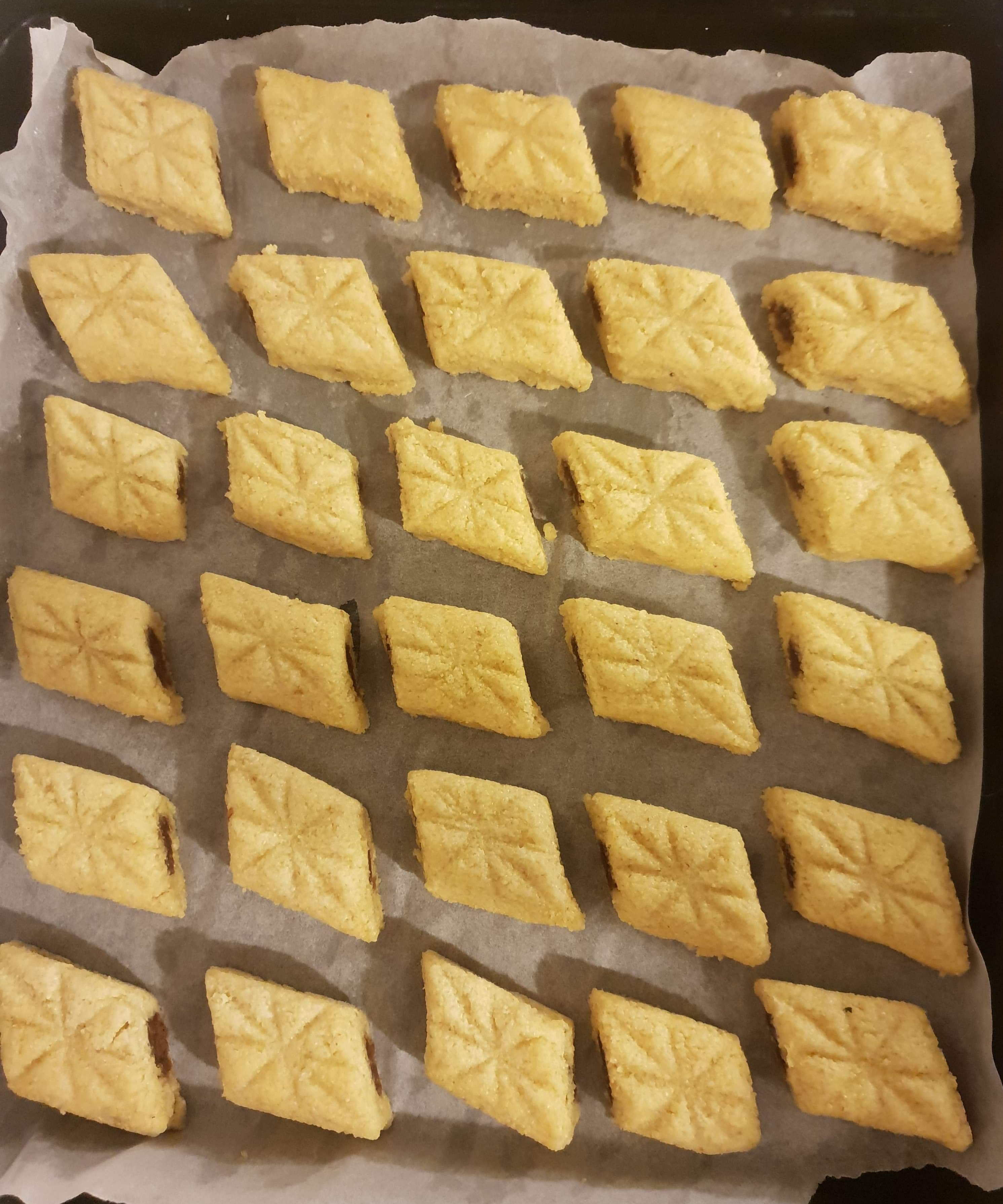
Makroud avant la cuisson.

Le makroud est préparé en superposant une couche de pâte à base de semoule de blé dur et une couche de pâte de dattes, parfois des deglet nour, ou quelquefois de figues ou d'amandes. Le tout est ensuite roulé, puis découpé sous forme de losanges ou de triangles avant la cuisson, et le plus souvent frit dans une huile végétale. Le makroud est ensuite trempé dans un sirop à base de miel et d'eau de fleurs d'oranger. Il est consommé froid.

## Différentes appellations
- Algérie :
  - Kabylie, Algérois et Oranie : makrout
  - Tlemcen : mkirat et/ou makrout[5]
  - Constantinois : makroud et/ou magroud
- Libye : makroud
- Malte : imqaret ou maqrut
- Maroc : makrout
- Tunisie : maqroudh
- Turquie : kopardılar

## Variantes

### Algérie
Le makrout ou makroud algérien est frit ou cuit au four, comme à l'est du pays. Cette pâtisserie tient ses origines du Sud-Est algérien ; néanmoins, tout le pays la consomme et on lui trouve différentes caractéristiques selon les régions. Semoule et dattes imbibées de sirop dans le Sahara algérien, à la cannelle et à l'anis vert à Oran, à l'amande et au sucre glace à Alger. Les variétés les plus importantes sont :
- makrout tmar (makrout aux dattes), spécialité qui trouve son origine aux portes du Sahara algérien, mais consommée partout dans le pays. À base de semoule et de dattes, cette pâtisserie est parfumée avec de la cannelle, des clous de girofle et de l'eau de fleur d'oranger, le tout recouvert de miel ou de sirop artisanal. Il peut être frit ou cuit au four ;
- makrout lassel (makrout au miel), spécialité originaire des steppes et hauts plateaux (principalement de Sétif, mais adoptée par les Algérois qui la considèrent comme typique), préparée à base de semoule, farcie avec des amandes moulues et parfumée avec de la cannelle et de l'eau de fleur d'oranger ;
- makrout el louz (du mot اللوز, où louz signifie « amande » en arabe), ou makroud msaker, (du mot سكر, où soker signifie « sucre » en arabe), spécialité qui, comme ses noms l'indiquent, est confectionnée principalement avec de la poudre d'amandes moulue très finement, du sucre, des œufs et du zeste de citron ; elle est aussi préparée avec de l'eau de fleur d'oranger qui lui donne un parfum authentique, puis enrobée dans du sucre glace.
- makroud el koucha, spécialité originaire du Constantinois, préparée dans les villes de l'Est algérien ; elle est faite à base de semoule et de datte et cuite à sec au four. En Algérie, il est considéré comme le makroud, originel c'est-à-dire « l'ancêtre des makroud » ;
- makrout wahrani est une variante de la ville d'Oran contenant seulement de la semoule avec des épices ;
- makroud el dgig, spécialité originaire de la ville de Souk Ahras ; ce makroud possède la particularité d'être préparé à base de farine, d'où son nom ;
- makroud el mdawer, spécialité de la pâtisserie dite moderne algérienne qui, comme son nom l'indique en arabe algérien (mdawer), est une variante de makroud enroulé, où la farce est préparée avec de grandes quantités de beurre et de pâte de datte ;
- makroud bel kermouss (makrout aux figues), la farce de ce makroud est à base de pâte de figues fraîches, d'éclats caramélisés et de vanille ;
- mkirat, spécialité algérienne de la ville de Tlemcen, cette variété de makroud est préparée avec une grande quantité d'œufs, de cacahuètes et de graines de sésame grillées, cuite puis plongée dans un sirop de miel citronné ;
- makrout malah, variante salée préparée à base de pomme de terre, d'épices, telles que le ras el hanout et de plantes aromatiques comme le curcuma, le cumin, l'origan et le thym. Sa farce est souvent du poulet mariné dans une sauce à base d'ail, de tomate, de paprika et d'huile d'olive ; il est ensuite recouvert de sésame frais.

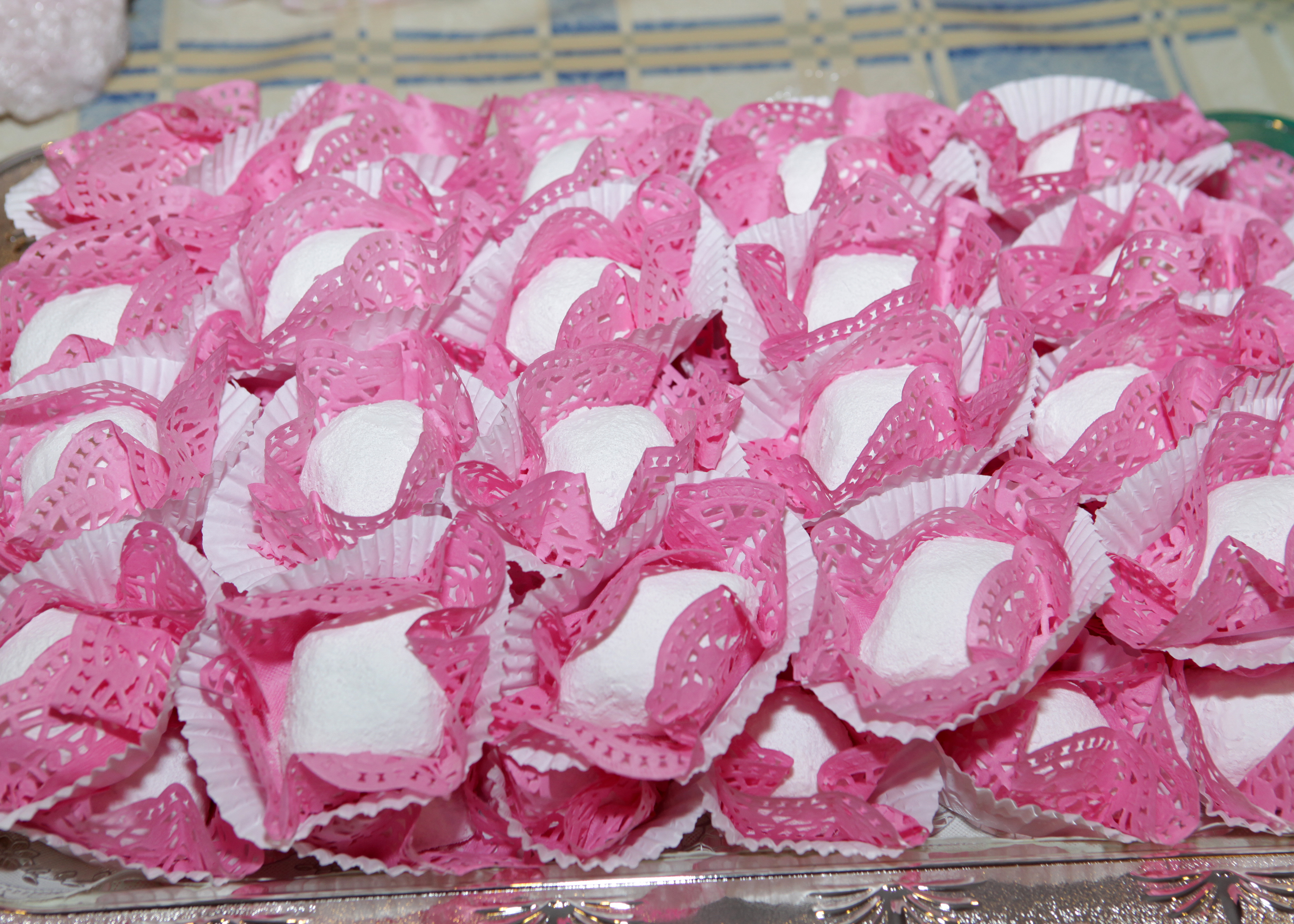
Makroud el louz, variante d'Alger.
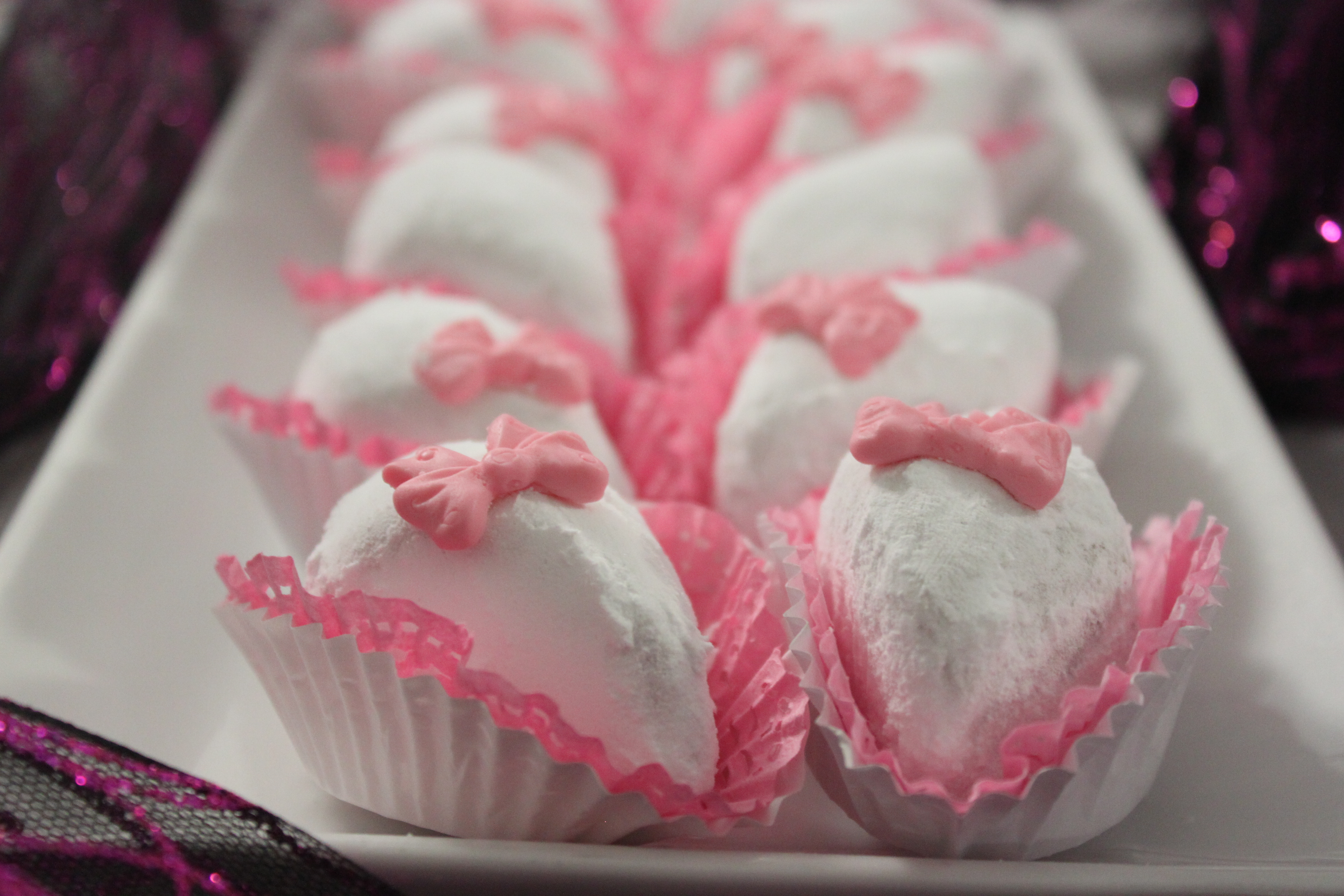
Makrout el louz aux amandes.
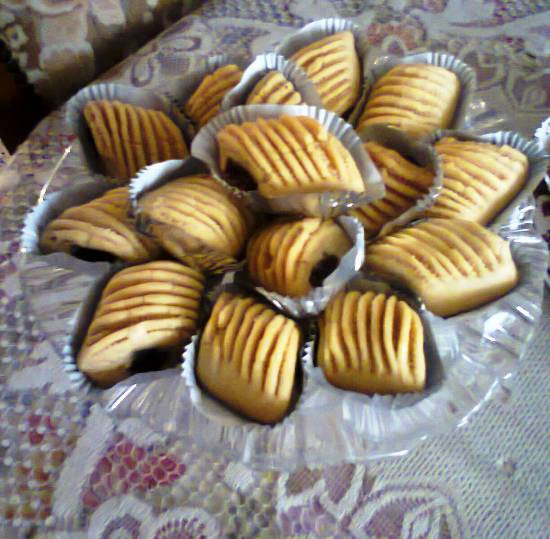
Makroud dgig, variante de Souk Ahras.
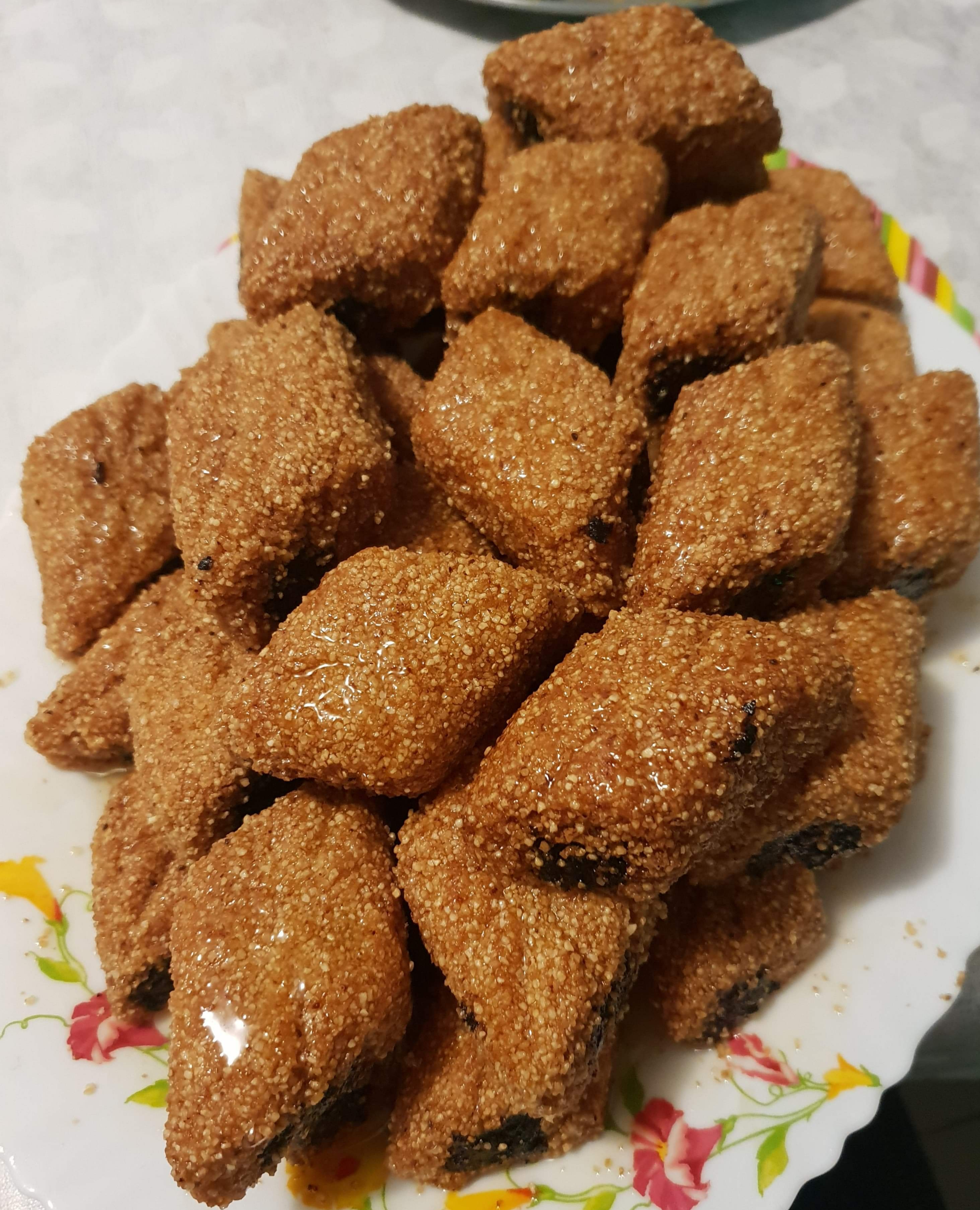
Variante classique d'Oran.

### Tunisie
Le makroud, en Tunisie, se prépare selon plusieurs recettes[Lesquelles ?], notamment à base de dattes ou plus traditionnellement aux figues. Cette multitude de variétés s'explique par la richesse de l'influence que la Tunisie a connue pendant des siècles avec les Vandales, les Byzantins, les Phéniciens qui fondèrent Carthage, et les Romains[réf. nécessaire].
Le makroud fait la réputation de la ville tunisienne de Kairouan : le premier festival national de makroud y est organisé le 20 mai 2008.